# Mneme (måne)
Mneme er en af planeten Jupiters måner: Den blev opdaget 6. februar 2003 af Brett J. Gladman, John J Kavelaars, Jean-Marc Petit, Lynne Allen, Scott S. Sheppard, David C. Jewitt og Jan Kleyna, og kendes også under betegnelsen Jupiter XL. Lige efter opdagelsen fik den den midlertidige betegnelse S/2003 J 21, men senere vedtog den Internationale Astronomiske Union at opkalde den efter Mneme, en af de oprindelige tre muser fra den græske mytologi.
Mneme er en af i alt 16 Jupiter-måner i den såkaldte Ananke-gruppe; 16 måner med omtrent samme omløbsbane som månen Ananke.